# La Voix de la conscience
Pour plus de détails, voir Fiche technique et Distribution.
La Voix de la conscience est un film muet français de court métrage réalisé par Albert Capellani, sorti en 1906.
Produit par Pathé Frères, le film raconte les tourments d'un homme, qui a tué accidentellement le mari de sa maîtresse, son ami, qui l'avait surpris dans les bras de sa femme plus jeune.

## Fiche technique
- Titre : La Voix de la conscience
- Réalisation : Albert Capellani
- Scénario : André Heuzé
- Société de production : Pathé Frères
- Pays de production :  France
- Format : Noir et blanc — 35 mm — 1,33:1 — Muet
- Genre : Film dramatique
- Durée :
- Date de sortie :
  - France : 5 octobre 1906